# Chayenne da Silva
Chayenne Pereira da Silva (5 de fevereiro de 2000) é uma atleta brasileira especializada nos 400 metros com barreiras. Ela ganhou a medalha de bronze no Campeonato Sul-Americano de 2021. Competiu nos Jogos Olímpicos de Verão de 2020.
Seu recorde pessoal na prova são 55,15 segundos, conquistados em São Paulo em 2021. Este é o atual recorde sul-americano e brasileiro. 

## Biografia e carreira
Chayenne é natural do Rio de Janeiro, no Rio de Janeiro.
Chayenne praticou handebol, vôlei, basquete, futebol e atletismo na escola. Em 2014 largou o futebol para tentar a carreira no atletismo. Começou pelo lançamento de dardo, depois passou a correr 200 metros, 1000 metros, 3000 metros com obstáculos, 100 metros com barreiras, provas combinadas e acabou se especializando na prova dos 400 metros com barreiras.

## Competições internacionais
| Ano                  | Competição                      | Sede                 | Classificação        | Prova                          | Tempo                | Nota(s)              |
| Representando Brasil | Representando Brasil            | Representando Brasil | Representando Brasil | Representando Brasil           | Representando Brasil | Representando Brasil |
| -------------------- | ------------------------------- | -------------------- | -------------------- | ------------------------------ | -------------------- | -------------------- |
| 2018                 | Campeonato Sul-Americano Sub-23 | Cuenca, Equador      | 2.º                  | 400 m barreiras                | 59.21                | [ 2 ]                |
| 2018                 | Campeonato Sul-Americano Sub-23 | Cuenca, Equador      | 2.º                  | 4 × 400 m revezamento          | 3:42.38              | [ 2 ]                |
| 2019                 | Campeonato Sul-Americano Sub-20 | Cáli, Colômbia       | 3.º                  | 400 m barreiras                | 57.85                | [ 3 ]                |
| 2019                 | Campeonato Sul-Americano Sub-20 | Cáli, Colômbia       | 1.º                  | 4 × 400 m revezamento          | 3:37.24              | [ 3 ]                |
| 2019                 | Campeonato Pan-Americano Sub-20 | San José, Costa Rica | 4.º                  | 400 m barreiras                | 57.55                | [ 4 ] [ 5 ]          |
| 2019                 | Campeonato Pan-Americano Sub-20 | San José, Costa Rica | 4.º                  | 4 × 400 m revezamento          | 3:34.52              | [ 5 ]                |
| 2021                 | Campeonato Sul-Americano        | Guaiaquil, Equador   | 3.º                  | 400 m barreiras                | 57.78                | [ 6 ]                |
| 2021                 | Campeonato Sul-Americano        | Guaiaquil, Equador   | 3.º                  | 4 × 400 m revezamento          | 3:36.40              | [ 6 ]                |
| 2021                 | Jogos Pan-Americanos Júnior     | Cáli, Colômbia       | 1.º                  | 400 m barreiras                | 55.97                | [ 7 ]                |
| 2021                 | Jogos Pan-Americanos Júnior     | Cáli, Colômbia       | 1.º                  | revezamento 4 × 400 m feminino | 3:33.40              | [ 8 ]                |
| 2021                 | Jogos Pan-Americanos Júnior     | Cáli, Colômbia       | 1.º                  | revezamento 4x400 m misto      | 3:18.54              | [ 8 ]                |
| 2022                 | Campeonato Ibero-americano      | La Nucia, Espanha    | 5.º                  | 400 m barreiras                | 56.89                | [ 9 ]                |
| 2022                 | Campeonato Ibero-americano      | La Nucia, Espanha    | 2.º                  | 4 × 400 m revezamento          | 3:32.50              | [ 10 ]               |
| 2022                 | Campeonato Sul-Americano Sub-23 | Cascavel, Brasil     | 1.º                  | 400 m barreiras                | 57.51                | [ 11 ]               |
| 2022                 | Jogos Sul-Americanos            | Assunção, Paraguai   | 2.º                  | 400 m barreiras                | 57.91                | [ 12 ]               |
| 2023                 | Campeonato Sul-Americano        | São Paulo, Brasil    | 1.º                  | 400 m barreiras                | 55.90                | [ 13 ]               |
| 2023                 | Campeonato Mundial              | Budapeste, Hungria   | 31.º (h)             | 400 m barreiras                | 56.25                | [ 14 ]               |